# Fortuna extraliga 2008/2009
Fortuna extraliga 2008/2009 byla 16. ročníkem nejvyšší mužské florbalové soutěže v Česku.
Soutěž odehrálo 12 týmů systémem dvakrát každý s každým. Prvních osm týmů postoupilo do play-off, ostatní čtyři týmy hrály o udržení (play-down).
Vítězem ročníku se stal tým 1. SC SSK WOOW Vítkovice, který ve finále porazil tým Tatran Střešovice, výherce předchozích osmi ročníků.
Nováčky v této sezoně byly týmy TJ VHS Znojmo a AC Sparta Praha, výherci 1. ligy a baráže v předchozí sezóně. Znojmo do Extraligy postoupilo poprvé, Sparta se vrátila po třech sezónách v nižší lize.
Po prohře v play-down sestoupil po dvou sezónách v Extralize do 1. ligy tým SK FbC ZP AGEL Třinec a již se nikdy nedokázal vrátit zpět. Tým byl v následující sezóně nahrazen vítězem tohoto ročníku 1. ligy, týmem M&M Reality Sokol Pardubice, který se do Extraligy vrátil po jedné sezóně v nižší soutěži.
Libor Schneider překonal historický rekord Juraje Šádka 440 kanadských bodů v základní části.

## Základní část
| Poř. | Tým                      | Záp. | Výh. | Rem. | Pro. | Branky    | Body |
| ---- | ------------------------ | ---- | ---- | ---- | ---- | --------- | ---- |
| 1.   | 1. SC SSK WOOW Vítkovice | 22   | 18   | 3/1  | 1    | 149 : 661 | 58   |
| 2.   | Tatran Střešovice        | 22   | 15   | 5/4  | 2    | 158 : 821 | 54   |
| 3.   | x3m team SSK Future      | 22   | 15   | 3/1  | 4    | 105 : 801 | 49   |
| 4.   | Bulldogs Brno            | 22   | 12   | 5/1  | 5    | 147 : 107 | 42   |
| 5.   | FBK Sokol Mladá Boleslav | 22   | 10   | 5/3  | 7    | 104 : 102 | 38   |
| 6.   | FBC Pepino Ostrava       | 22   | 9    | 5/3  | 8    | 153 : 133 | 35   |
| 7.   | M-COM FBC Liberec        | 22   | 10   | 3/1  | 9    | 121 : 107 | 34   |
| 8.   | TJ JM Chodov             | 22   | 9    | 3/2  | 10   | 108 : 991 | 32   |
| 9.   | Torpedo Pegres Havířov   | 22   | 6    | 4/2  | 12   | 113 : 122 | 24   |
| 10.  | TJ VHS Znojmo            | 22   | 4    | 2/1  | 16   | 192 : 151 | 15   |
| 11.  | AC Sparta Praha          | 22   | 4    | 2/1  | 16   | 173 : 128 | 15   |
| 12.  | SK FbC ZP AGEL Třinec    | 22   | 0    | 0    | 22   | 171 : 217 | 0    |

## Vyřazovací boje
Hrálo se na tři vítězství. O třetí místo se nehrálo, získal ho poražený semifinalista, který měl po základní části
lepší umístění.

### Pavouk
|  | Čtvrtfinále (na zápasy)  | Čtvrtfinále (na zápasy)  |                          |   | Semifinále (na zápasy) | Semifinále (na zápasy) |  |  | Finále (na zápasy) | Finále (na zápasy) |
|  |                          |                          |                          |   |                        |                        |  |  |                    |                    |
|  |                          |                          |                          |   |                        |                        |  |  |                    |                    |
|  | 1. SC SSK WOOW Vítkovice | 3                        |                          |   |                        |                        |  |  |                    |                    |
|  | 1. SC SSK WOOW Vítkovice | 3                        |                          |   |                        |                        |  |  |                    |                    |
|  | TJ JM Chodov             | 0                        |                          |   |                        |                        |  |  |                    |                    |
|  | TJ JM Chodov             | 0                        | 1. SC SSK WOOW Vítkovice | 3 |                        |                        |  |  |                    |                    |
|  |                          |                          | 1. SC SSK WOOW Vítkovice | 3 |                        |                        |  |  |                    |                    |
|  |                          | FBK Sokol Mladá Boleslav | 0                        |   |                        |                        |  |  |                    |                    |
|  | Bulldogs Brno            | FBK Sokol Mladá Boleslav | 0                        | 1 |                        |                        |  |  |                    |                    |
|  | Bulldogs Brno            |                          |                          | 1 |                        |                        |  |  |                    |                    |
|  | FBK Sokol Mladá Boleslav | 3                        |                          |   |                        |                        |  |  |                    |                    |
|  | FBK Sokol Mladá Boleslav | 3                        | 1. SC SSK WOOW Vítkovice | 3 |                        |                        |  |  |                    |                    |
|  |                          |                          | 1. SC SSK WOOW Vítkovice | 3 |                        |                        |  |  |                    |                    |
|  |                          | Tatran Střešovice        | 2                        |   |                        |                        |  |  |                    |                    |
|  | Tatran Střešovice        | Tatran Střešovice        | 2                        | 3 |                        |                        |  |  |                    |                    |
|  | Tatran Střešovice        |                          |                          | 3 |                        |                        |  |  |                    |                    |
|  | M-COM FBC Liberec        | 0                        |                          |   |                        |                        |  |  |                    |                    |
|  | M-COM FBC Liberec        | 0                        | Tatran Střešovice        | 3 |                        |                        |  |  |                    |                    |
|  |                          |                          | Tatran Střešovice        | 3 |                        |                        |  |  |                    |                    |
|  |                          | x3m team SSK Future      | 1                        |   |                        |                        |  |  |                    |                    |
|  | x3m team SSK Future      | x3m team SSK Future      | 1                        | 3 |                        |                        |  |  |                    |                    |
|  | x3m team SSK Future      |                          |                          | 3 |                        |                        |  |  |                    |                    |
|  | FBC Pepino Ostrava       | 0                        |                          |   |                        |                        |  |  |                    |                    |
|  | FBC Pepino Ostrava       | 0                        |                          |   |                        |                        |  |  |                    |                    |

### Čtvrtfinále
1. SC SSK WOOW Vítkovice – TJ JM Chodov 3 : 0 na zápasy – Zpráva
- 17. 3. 2008, Vítkovice – Chodov 7 : 3 (2:1, 3:1, 2:1)
- 18. 3. 2008, Vítkovice – Chodov 9 : 2 (2:1, 4:0, 3:1)
- 14. 3. 2008, Chodov – Vítkovice 3 : 7 (0:2, 0:2, 3:3)

Tatran Střešovice – M-COM FBC Liberec 3 : 0 na zápasy – Zpráva
- 17. 3. 2008, Tatran – Liberec 11 : 4 (5:1, 3:0, 3:3)
- 18. 3. 2008, Tatran – Liberec 13 : 1 (1:0, 2:1, 0:0)
- 14. 3. 2008, Liberec – Tatran 12 : 5 (1:2, 0:1, 1:2)

x3m team SSK Future – FBC Pepino Ostrava 3 : 0 na zápasy – Zpráva
- 17. 3. 2008, Future – Ostrava 10 : 4 (1:2, 4:1, 5:1)
- 18. 3. 2008, Future – Ostrava 15 : 3 (1:0, 0:1, 4:2)
- 14. 3. 2008, Ostrava – Future 12 : 3pn (2:0, 0:2, 0:0, 0:0)

Bulldogs Brno – FBK Sokol Mladá Boleslav 1 : 3 na zápasy – Zpráva
- 17. 3. 2008, Bulldogs – Boleslav 5 : 8 (2:2, 1:2, 2:4)
- 18. 3. 2008, Bulldogs – Boleslav 2 : 1pn (1:0, 0:1, 0:0, 0:0)
- 14. 3. 2008, Boleslav – Bulldogs 5 : 1 (1:0, 1:0, 3:1)
- 15. 3. 2008, Boleslav – Bulldogs 9 : 8p (3:2, 1:4, 4:2, 1:0)

### Semifinále
1. SC SSK WOOW Vítkovice – FBK Sokol Mladá Boleslav 3 : 0 na zápasy – Zpráva
- 21. 3. 2009, Vítkovice – Boleslav 17 : 4 (0:1, 3:1, 4:2)
- 22. 3. 2009, Vítkovice – Boleslav 11 : 7 (2:5, 3:0, 6:2)
- 28. 3. 2009, Boleslav – Vítkovice 16 : 7 (3:3, 2:1, 1:2, 0:1)

Tatran Střešovice – x3m team SSK Future 3 : 0 na zápasy – Zpráva
- 22. 3. 2009, Tatran – Future 5 : 11 (3:0, 1:1, 1:0)
- 25. 3. 2009, Tatran – Future 7 : 21 (1:1, 3:0, 3:1)
- 28. 3. 2009, Future – Tatran 2 : 11 (1:4, 1:4, 0:3)

### Finále
1. SC SSK WOOW Vítkovice – Tatran Střešovice 3 : 2 na zápasy – Zpráva
- 14. 4. 2009, Vítkovice – Tatran 5 : 4 (1:2, 2:2, 2:0)
- 15. 4. 2009, Vítkovice – Tatran 2 : 5 (0:1, 0:2, 2:2)
- 11. 4. 2009, Tatran – Vítkovice 2 : 4 (2:0, 0:2, 0:2)
- 12. 4. 2009, Tatran – Vítkovice 5 : 4pn (2:2, 2:1, 0:1, 0:0)
- 18. 4. 2009, Vítkovice – Tatran 5 : 4 (2:0, 2:3, 1:1)

### Konečná tabulka
| Pořadí           | Tým                      |
| ---------------- | ------------------------ |
| Zlatá medaile    | 1. SC SSK WOOW Vítkovice |
| Stříbrná medaile | Tatran Střešovice        |
| Bronzová medaile | x3m team SSK Future      |
| 4.               | FBK Sokol Mladá Boleslav |
| 5.               | Bulldogs Brno            |
| 6.               | FBC Pepino Ostrava       |
| 7.               | M-COM FBC Liberec        |
| 8.               | TJ JM Chodov             |

## Boje o sestup
Hrálo se na tři vítězství. Poražení z prvního kola se utkaly v druhém kole, kde poražený přímo sestoupil a vítěz hrál baráž o udržení s klubem z 1. florbalové ligy.

### Pavouk
|  | 1. kolo (na zápasy)    | 1. kolo (na zápasy)   |               |   | 2. kolo (na zápasy) | 2. kolo (na zápasy) |
|  |                        |                       |               |   |                     |                     |
|  |                        |                       |               |   |                     |                     |
|  | TJ VHS Znojmo          | 1                     |               |   |                     |                     |
|  | TJ VHS Znojmo          | 1                     |               |   |                     |                     |
|  | AC Sparta Praha        | 3                     |               |   |                     |                     |
|  | AC Sparta Praha        | 3                     | TJ VHS Znojmo | 3 |                     |                     |
|  |                        |                       | TJ VHS Znojmo | 3 |                     |                     |
|  |                        | SK FbC ZP AGEL Třinec | 2             |   |                     |                     |
|  | Torpedo Pegres Havířov | SK FbC ZP AGEL Třinec | 2             | 3 |                     |                     |
|  | Torpedo Pegres Havířov |                       |               | 3 |                     |                     |
|  | SK FbC ZP AGEL Třinec  | 0                     |               |   |                     |                     |

### 1. kolo
Torpedo Pegres Havířov – SK FbC ZP AGEL Třinec 3 : 0 na zápasy – Zpráva
- 14. 3. 2009, Havířov – Třinec 10 : 71
- 15. 3. 2009, Havířov – Třinec 10 : 21
- 21. 3. 2009, Třinec – Havířov 16 : 10

TJ VHS Znojmo – AC Sparta Praha 1 : 3 na zápasy – Zpráva
- 14. 3. 2009, Znojmo – Sparta 11 : 4
- 15. 3. 2009, Znojmo – Sparta 13 : 7
- 21. 3. 2009, Sparta – Znojmo 15 : 4 p
- 22. 3. 2009, Sparta – Znojmo 14 : 3

### 2. kolo
TJ VHS Znojmo – SK FbC ZP AGEL Třinec 3 : 2 na zápasy – Zpráva
- 14. 4. 2009, Znojmo – Třinec 17 : 4
- 15. 5. 2009, Znojmo – Třinec 15 : 7
- 11. 4. 2009, Třinec – Znojmo 14 : 3
- 12. 4. 2009, Třinec – Znojmo 14 : 7
- 15. 4. 2009, Znojmo – Třinec 10 : 3

### Baráž
TJ VHS Znojmo – EVVA FBŠ Bohemians 3 : 1 na zápasy – Zpráva
- 18. 4. 2009, Znojmo – Bohemians 4 : 2
- 19. 4. 2009, Znojmo – Bohemians 4 : 2
- 25. 4. 2009, Bohemians – Znojmo 5 : 2
- 26. 4. 2009, Bohemians – Znojmo 4 : 5 p

### Konečná tabulka
| Pořadí | Tým                    | Poznámka                            |
| ------ | ---------------------- | ----------------------------------- |
| 9.     | Torpedo Pegres Havířov | zůstal v extralize                  |
| 10.    | AC Sparta Praha        | zůstal v extralize                  |
| 11.    | TJ VHS Znojmo          | zůstal v extralize, výhra v baráži* |
| 12.    | SK FbC ZP AGEL Třinec  | přímý sestup                        |

* – baráž, tým EVVA FBŠ Bohemians po baráži zůstal v 1. florbalové lize.

## Nejužitečnější hráči
Nejužitečnějšími hráči Extraligy byli zvoleni:
1. Daniel Folta (1. SC SSK WOOW Vítkovice)
2. Petr Novotný (FBK Sokol Mladá Boleslav)
3. Milan Fridrich (Tatran Střešovice)